# Marijuana Anonymous
Marijuana Anonymous (M.A.) é uma organização e um programa de doze etapas para pessoas com desejo comum de manter a abstinência da maconha.

## História
A Marijuana Anonymous foi formada em junho de 1989 para tratar do uso compulsivo de cannabis. Desde a sua criação, a instituição seguiu as Doze Tradições e sugere a prática dos Doze Passos, ambos originários da Alcoólicos Anônimos. Entre os fundadores da primeira conferência da M.A. em Morro Bay estavam memrbos da Marijuana Smokers Anonymous (condado de Orange, Califórnia), Marijuana Addicts Anonymous (na área da baía de São Francisco) e Marijuana Anonymous (condado de Los Angeles). Outras instituições de Seattle e Nova Iorque (1974) foram incorporadas posteriormente à M.A.
A Marijuana Anonymous foi criada em Londres, Reino Unido, em 2000.[carece de fontes?]

## Organização
Como organização, a Marijuana Anonymous tenta permanecer neutra e não tem uma posição oficial sobre a legalidade da cannabis. É difícil para a organização evitar uma posição sobre se a maconha é fisicamente viciante, pois seu programa visa ajudar a se recuperar do vício em maconha. No entanto, a organização mantém que seus materiais não devem ser considerados literatura médica ou científica, mas com base nas experiências pessoais de seus membros.

## Encontros
As reuniões são uma parte vital do programa da M.A. É aqui que os membros da irmandade buscam apoio, literatura, marcam e comemoram sua abstinência com a maconha. Existem reuniões presenciais agendadas regularmente (geralmente semanalmente) todo o mundo, bem como reuniões on-line e por telefone. Aqueles que desejam parar de usar maconha também podem participar de um fórum de discussão online.
Existem vários formatos de reunião, incluindo: palestrante, participação e estudo de livro.

## Literatura

### Life With Hope
O título completo é Life With Hope: A Return to Living Through the Twelve Steps and Twelve Traditions of Marijuana Anonymous (em português: Vida Com Esperança: Um Retorno à Vida Através dos Doze Passos e das Doze Tradições da Marijuana Anonymous). Semelhante ao livro da A.A., Doze Passos e Doze Tradições, este livro descreve os passos e tradições do programa, relacionados especificamente aos viciados em maconha. Semelhante ao Grande Livro, Life with Hope contém histórias pessoais de recuperação. O texto completo está disponível em formato PDF.

### A New Leaf
A New Leaf é um periódico mensal publicado pela Marijuana Anonymous. Ele contém histórias e aniversários de sobriedade dos membros do M.A., além de artigos ocasionais dos membros do conselho.

### Panfletos
Como a maioria dos programas de doze etapas, o M.A. também distribui panfletos informativos gratuitamente. Os tópicos dos panfletos variam de Por que Marijuana Anonymous, Desintoxicação da Maconha, Trabalho no Programa, etc.